# Эмори (Техас)
Эмори (англ. Emory) — город в США, расположенный в северо-восточной части штата Техас, административный центр округа Рейнс. По данным переписи за 2010 год число жителей составляло 1239 человек, по оценке Бюро переписи США в 2016 году в городе проживало 1269 человек.

## История
Поселение под названием Спрингвилл, образованное в конце 1840-х годов, получило это имя предположительно из-за большого количества родников поблизости. В 1870 году был образован округ Рейнс, Спрингвилл стал административным центром и был переименован в Эмори. Как округ, так и город, были названы в честь законодателя, жившего в городе и являвшегося одним из инициаторов создания нового округа. Около 1880 года в Эмори была проведена железная дорога Denison and Southeastern Railway, город стал важным центром пересылки продукции деревообработки.
К 1885 году в Эмори функционировали две церкви, две лесопилки, две хлопкоочистительные машины, два салуна, две гостиницы, выходила еженедельная газета Rains County Record. К 1929 году город получил устав и начал формирование органов местного управления. В конце 1950-х годов рядом с городом было построено водохранилище Тавакони, привлекающее туристов по сей день. Туризм и сельское хозяйство являются основными источниками дохода города.

## География
Эмори находится в центральной части округа, его координаты: 32°52′37″ с. ш. 95°45′59″ з. д..
Согласно данным бюро переписи США, площадь города составляет около 5,1 км2, практически полностью занятых сушей.

### Климат
Согласно классификации климатов Кёппена, в Эмори преобладает влажный субтропический климат (Cfa).
| Показатель                    | Янв.  | Фев.  | Март | Апр. | Май  | Июнь | Июль | Авг. | Сен. | Окт. | Нояб. | Дек.  | Год   |
| ----------------------------- | ----- | ----- | ---- | ---- | ---- | ---- | ---- | ---- | ---- | ---- | ----- | ----- | ----- |
| Абсолютный максимум, °C       | 27,2  | 32,8  | 31,1 | 33,9 | 35,6 | 38,3 | 42,2 | 43,3 | 42,2 | 38,3 | 31,1  | 28,3  | 43,3  |
| Средний суточный максимум, °C | 12,6  | 14,8  | 19,3 | 23,8 | 27,4 | 31,3 | 34,1 | 34,4 | 30,6 | 25,4 | 19,1  | 13,7  | 23,9  |
| Средняя температура, °C       | 6,4   | 8,3   | 12,9 | 17,4 | 21,6 | 25,7 | 27,9 | 27,7 | 24   | 18,2 | 12,4  | 7,4   | 17,5  |
| Средний суточный минимум, °C  | 0,2   | 1,9   | 6,4  | 10,9 | 15,7 | 20,1 | 21,7 | 21,1 | 17,4 | 10,9 | 5,8   | 1     | 11,1  |
| Абсолютный минимум, °C        | −16,1 | −15,6 | −9,4 | −2,2 | 3,9  | 10   | 12,2 | 11,7 | 3,3  | −5   | −11,1 | −20,6 | −20,6 |
| Норма осадков, мм             | 73    | 92    | 92   | 106  | 128  | 96   | 69   | 60   | 85   | 115  | 89    | 91    | 1095  |
| Источник: weatherbase.com     |       |       |      |      |      |      |      |      |      |      |       |       |       |

## Население
Согласно переписи населения 2010 года в городе проживало 1239 человек, было 484 домохозяйства и 316 семей. Расовый состав города: 88,5 % — белые, 3,5 % — афроамериканцы, 0,9 % — коренные жители США, 0,8 % — азиаты, 0,0 % (0 человек) — жители Гавайев или Океании, 4,1 % — другие расы, 2,3 % — две и более расы. Число испаноязычных жителей любых рас составило 9 %.
Из 484 домохозяйств, в 32 % живут дети младше 18 лет. 38,8 % домохозяйств представляли собой совместно проживающие супружеские пары (12,6 % с детьми младше 18 лет), в 20,5 % домохозяйств женщины проживали без мужей, в 6 % домохозяйств мужчины проживали без жён, 34,7 % домохозяйств не являлись семьями. В 29,3 % домохозяйств проживал только один человек, 14,5 % составляли одинокие пожилые люди (старше 65 лет). Средний размер домохозяйства составлял 2,42. Средний размер семьи — 2,94 человека.
Население города по возрастному диапазону распределилось следующим образом: 26,5 % — жители младше 20 лет, 23,7 % находятся в возрасте от 20 до 39, 30,2 % — от 40 до 64, 19,6 % — 65 лет и старше. Средний возраст составляет 39,8 года.
Согласно данным опросов пяти лет с 2012 по 2016 годы, средний доход домохозяйства в Эмори составляет 32 135 долларов США в год, средний доход семьи — 50 000 долларов. Доход на душу населения в городе составляет 20 661 доллар. Около 10,4 % семей и 14,7 % населения находятся за чертой бедности. В том числе 27,3 % в возрасте до 18 лет и 5,1 % в возрасте 65 и старше.

## Местное управление
Управление городом осуществляется мэром и городским советом, состоящим из пяти человек.

## Инфраструктура и транспорт
Основными автомагистралями, проходящими через Эмори, являются:
- автомагистраль 69 США идёт с юго-востока от Тайлера на северо-запад к Гринвиллу.
- автомагистраль 19 штата Техас идёт с северо-востока от Салфер-Спрингса на юго-запад к Кантону.
- автомагистраль 256 штата Техас начинается в Эмори и идёт на запад к городу Рокуолл.

Ближайшим аэропортом, выполняющим коммерческие рейсы, является региональный аэропорт Паундса в Тайлере. Аэропорт находится примерно в 75 километрах к юго-востоку от Эмори.

## Образование
Город обслуживается независимым школьным округом Рейнс.

## Экономика
Согласно бюджету города за 2018 финансовый год, доходы города в 2017 году составили $1,1 млн, а расходы — $1,07 млн.